# Stanisław Ruff
Stanisław Ruff, także Salomon Ruff (ur. 14 listopada 1872 w Krakowie, zm. 4 lipca 1941 we Lwowie) – polski lekarz, chirurg.

## Życiorys
Był synem Dawida, kupca. W 1889 ukończył Gimnazjum Św. Anny w Krakowie, po czym podjął studia na Wydziale Lekarskim Uniwersytetu Jagiellońskiego, uwieńczone dyplomem doktora wszech nauk lekarskich w 1895. Wkrótce przeniósł się do Lwowa; pracował w Klinice Chirurgicznej Uniwersytetu Lwowskiego pod kierunkiem Ludwika Rydygiera (do 1904), następnie był ordynatorem oddziału chirurgicznego Szpitala Lwowskiej Gminy Izraelickiej oraz współpracował z oddziałem chirurgicznym lwowskiej Polikliniki Powszechnej.
Uczestniczył w XI Zjeździe Chirurgów Polskich w Krakowie (1901), gdzie zabierał głos w sprawie nowotworów złośliwych. Przez wiele lat działał w Towarzystwie Lekarskim Lwowskim, pełniąc w nim funkcje wiceprezesa (dwukrotnie) i prezesa (od 1932). Ogłosił m.in. publikację O leczeniu gruźlicy stawów („Przegląd Lekarski”, 1899).
W 1941 po zajęciu Lwowa przez Niemców zamieszkał wraz z rodziną (żoną Anną z Blumenfeldów i synem Adamem, inżynierem chemikiem) u zaprzyjaźnionego chirurga lwowskiego, Tadeusza Ostrowskiego. W nocy z 3 na 4 lipca 1941 w trakcie aresztowań uczonych lwowskich zatrzymano również rodzinę Ruffów - z domu Ostrowskiego zabrano wszystkie osoby, prawdopodobnie w celu rabunku zbiorów dzieł sztuki. Małżeństwo Ruffów zginęło 4 lipca 1941 wraz z grupą uczonych w mordzie profesorów lwowskich na Wzgórzach Wuleckich. Ich syn został zabity kilka godzin wcześniej w czasie przesłuchania, gdy dostał ataku epilepsji.

## Ordery i odznaczenia
- Krzyż Oficerski Orderu Odrodzenia Polski (10 listopada 1928)[3]